# FRN
FRN (Free Radio Network) – sieć radiostacji ściśle współpracujących ze sobą za pomocą połączenia internetowego. Technologia ta pozwala na połączeniu w sieć komunikacyjną każdego urządzenia nadawczo-odbiorczego, a co za tym idzie, zasięg jest praktycznie nieograniczony. Osoby nie posiadające odpowiedniego sprzętu nadawczo-odbiorczego (Walkie-talkie, PMR, CB-RADIO) również mogą brać czynny udział w łącznościach za pomocą komputera z dostępem do internetu oraz programu komputerowego.

## Oprogramowanie
- Aplikacja kliencka Free Radio Network ver. 2014003 (stabilna)
- Najnowsza aplikacja kliencka Free Radio Network ver. 2014004Beta (w fazie testów)